# Dolné Trhovište
Dolné Trhovište (Hongaars: Alsóvásárd) is een Slowaakse gemeente in de regio Trnava, en maakt deel uit van het district Hlohovec.
Dolné Trhovište telt 619 inwoners.